# Dubová (Prešov)
|  | Per a altres significats, vegeu «Dubová (Bratislava)». |

Dubová és un poble i municipi d'Eslovàquia. Es troba a la regió de Prešov, al nord del país.

## Història
La primera referència escrita de la vila data del 1355.

## Demografia
| Godina             | 1994 | 2004   | 2014   | 2024    |
| ------------------ | ---- | ------ | ------ | ------- |
| Nombre de persones | 240  | 227    | 223    | 195     |
| Diferència         |      | −5,41% | −1,76% | −12,55% |

| Godina             | 2023 | 2024  |
| ------------------ | ---- | ----- |
| Nombre de persones | 200  | 195   |
| Diferència         |      | −2,5% |